# Klaudia Lukačovičová
Klaudia Lukačovičová (Bratislava, 25 novembre 1990) è una cestista slovacca.

## Carriera
Con la Slovacchia ha disputato due edizioni dei Campionati europei (2011, 2013).